# Torretta (Palerm)
Torretta (sicilià Turretta) és un municipi italià, dins de la ciutat metropolitana de Palerm. L'any 2007 tenia 4.007 habitants. Limita amb els municipis de Capaci, Carini, Isola delle Femmine, Monreale i Palerm.

## Administració
| Període | Identitat          | Partit        |
| ------- | ------------------ | ------------- |
| 2007-   | Vincenzo Guastella | Llista cívica |